# Nan’yō Kōhatsu

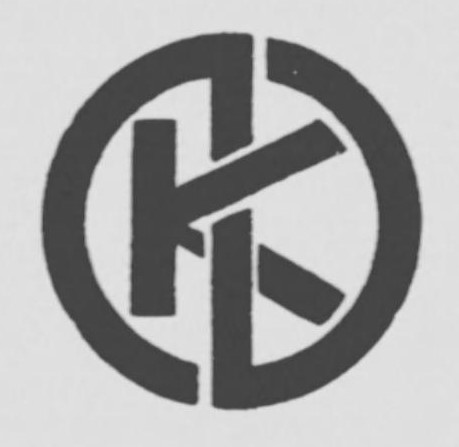
Logo

Die Nan’yō Kōhatsu K.K. (jap. 南洋興発株式会社, Nan'yō Kōhatsu Kabushiki kaisha, kurz: Nankō) war ein japanisches Unternehmen, das die wirtschaftliche Entwicklung in Mikronesien und Südostasien fördern und die japanischen Interessen dort sichern sollte.
Nankō wurde 1945 nach Ende des Zweiten Weltkrieges auf  Anordnung des Supreme Commander for the Allied Powers aufgelöst. Ihr Sitz auf Saipan ist heute ein Museum.

## Mikronesien

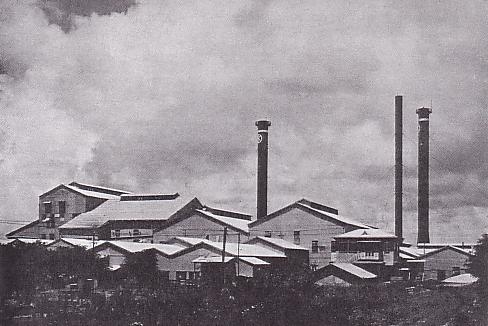
Fabrik der Nan’yō Kōhatsu in Saipan

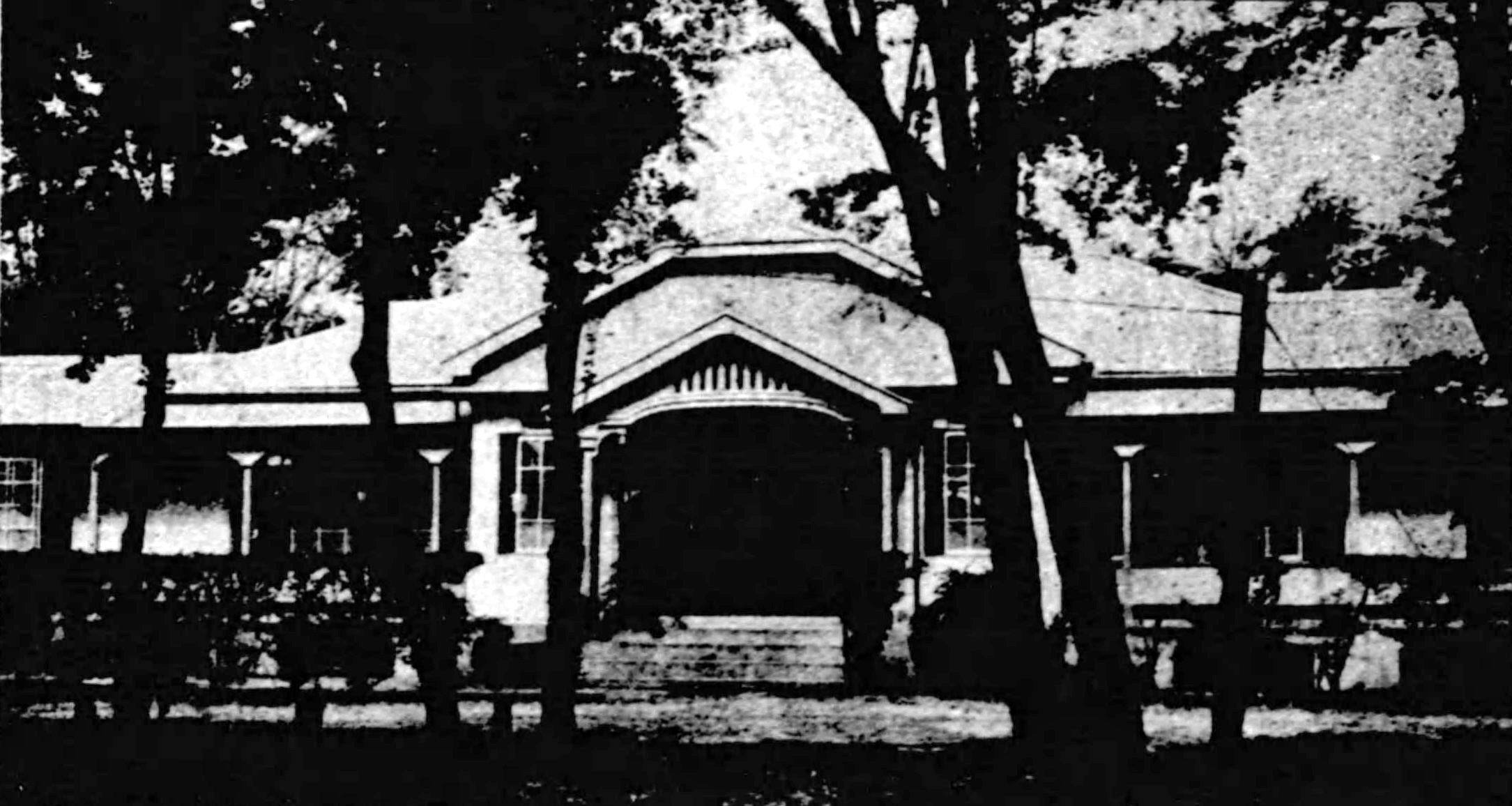
Hauptsitz in Saipan

Die Nan’yō Kōhatsu K.K. wurde 1921 von Matsue Haruji mit einem Kapital von 3 Mio. Yen ursprünglich gegründet, um die Mandatsgebiete in der Südsee auszubeuten. Zunächst wurden Zuckerrohrplantagen auf Saipan aufgebaut, 1922 folgte eine Zuckerraffinerie. Danach breitete sich Nankō  auch nach Tinian, Rota und Ponape aus. Nankō wurde dabei intensiv durch die Kolonialverwaltung und durch Kapital der Tōyō Takushoku K.K. (Oriententwicklungsgesellschaft) unterstützt. Matsue baute in den 1920ern und 1930ern auf Grundlage der nicht mehr bestehenden Nan'yō Shokusan ein Großunternehmen in der Zuckerindustrie auf. 1934 besaß Nankō 20.000 Hektar Plantagen. Außerdem übernahm Nankō auch den Phosphatabbau, so auf Anagaur, und den kommerziellen Fischfang in Mikronesien. Es folgte die Produktion von Maisstärke, Hanf, Baumwolle und anderen Erzeugnissen. In den 1930ern waren 8000 zumeist japanische Angestellte für 9000 verschiedene Besitzungen zuständig.

## Südostasien
Nankō dehnte seine Interessen später auch auf die südostasiatischen Besitzungen Großbritanniens, der Niederlande, Portugals und Australiens aus. So engagierte Nankō sich auf Neuguinea, Sulawesi (Celebes) und Timor. Daher nannte man das Unternehmen auch die Mantetsu des Südens, in Anspielung auf die Südmandschurische Eisenbahngesellschaft (Mantetsu).
Ab 1934 betrieb Nankō über Surabaya eine Schiffslinie nach Dili in Portugiesisch-Timor, womit sie das niederländische Monopol bei Verbindungen mit Dili brach. So wurde Japan zum drittgrößten Abnehmer von osttimoresischen Kaffee. Außerdem wurden Mais, Manganerz, Kopra, Gummi, Baumwolle und Wachs aus Timor importiert. Nankō engagierte sich ab 1938 auch direkt in der portugiesischen  Kolonie. Der Handel zwischen Portugiesisch-Timor und Japan wurde von der Sociedade Agrícola Pátria e Trabalho (SAPT) organisiert, von der Nankō 1940 48 % gekauft hatte. Die SAPT war ab 1941 die einzige große Plantagen- und Handelsgesellschaft der Kolonie. Sie kontrollierte auch den Handel mit Portugal, womit sie 20 % des gesamten Handels Portugiesisch-Timors beherrschte. Zudem hatte die SAPT ein Monopol auf den Ankauf des Arabica-Kaffees, der wichtigsten und edelsten Sorte Timors.

## Belege
- Geoffrey C. Gunn: Timor Loro Sae. 500 Years, Livros do Oriente. Macao, 1999, ISBN 9-729-41869-1
- Robert Lee: Crisis in a Backwater. 1941 in Portuguese Timor. Lusotopie 2000, 2000 (RTF; 67 kB)
- Mark R. Peattie, Ramon H. Myers: The Japanese Colonial Empire, 1895-1945. Princeton University Press, Princeton 1984, ISBN 0-691-10222-8 (S. 172 bis 210)